# Lliri safranat
El  lliri safranat (Lilium bulbiferum) és una espècie de planta de la família de les liliàcies nativa d'Europa.

## Descripció
Lilium bulbiferum arriba a mesurar una mitjana de 20 a 90 cm d'alçada, amb un màxim de 120 cm. Els bulbs són ovoides, amb esquames blanquinoses i punxegudes, i poden arribar als 1,5 cm de diàmetre. La tija és erecta, les fulles són lanceolades, de fins a 10 cm de longitud. La inflorescència té d'1 a 5 flors hermafrodites i no oloroses, les quals tenen 6 tèpals, amb la part externa lleugerament més estreta que la interna. Les flors poden arribar a mesurar 4-6 cm de longitud i són de color groc brillant-taronja amb punts de color marró-vermellós. Els estams estan erigits, aproximadament la meitat del temps que els tèpals, amb les anteres vermelles. L'estil és taronja, d'uns 35 mm d'alçada. El període de floració s'estén de maig a juliol.
Hi ha dues varietats: L. b. var. croceum a la part occidental de la seva àrea de distribució i L. b. var. bulbiferum a la part oriental. Només aquesta última produeix sempre bulbs aeris secundaris (bulbils) a les axil·les de les fulles superiors. Aquests "bulbils" cauen al terra i maduren després de 2 o 3 anys. Quan se separen manualment de la tija es poden utilitzar fàcilment per a la propagació de la planta.

## Distribució i hàbitat
L. bulbiferum es troba àmpliament distribuïda per gran part d'Europa, des d'Espanya a Finlàndia i a Ucraïna. Creix a prats de muntanya i a vessants. Prefereix els sòls calcaris en llocs càlids i assolellats, però també creixen en sòls lleugerament àcids. Es poden trobar a una altitud d'entre 500 i 1.900 m sobre el nivell del mar.

## Toxicitat
Els gats són extremadament sensibles a la toxicitat d'aquesta planta i la seva ingesta sovint és mortal; llars i jardins que són visitats pels gats són fortament aconsellats per a no plantar aquesta planta o col·locar-ne flors seques en les que un gat pugui intentar raspallar-se contra elles o el pol·len l'arribi a tocar durant la higienització. Els casos sospitosos requereixen una atenció veterinària urgent. El tractament ràpid amb carbó activat o els vòmits induïts poden reduir la quantitat de toxina absorbida (la rapidesa d'aquestes accions és important, per la qual cosa en alguns casos els veterinaris poden aconsellar fer-ho a casa) i grans quantitats de líquid per injecció intravenosa poden reduir el dany als ronyons per a augmentar les possibilitats de supervivència.